# المعهد السعودي للعلوم البحثية
المعهد السعودي للعلوم البحثية أو SRSI (بالإنجليزية: Saudi Research Science Institute) هو معهد بحثي سعودي يقع في جامعة الملك عبد الله للعلوم والتقنية (كاوست). تتركز أبرز نشاطات البرنامج في إقامة برنامج صيفي سنوي مدته 6 أسابيع لطلاب المرحلة الثانوية من جميع أنحاء المملكة العربية السعودية يبدأ في يناير من كل عام. يُقدِّم من خلاله فرصاً لإجراء أبحاث علمية جامعية في مختبرات جامعة الملك عبد الله للعلوم والتقنية تحت إشراف هيئة تدريسها والمشاركة في المحاضرات وبرامج الإرشاد البحثي الخاصة بها. إضافةً إلى ممارسة الكتابة الأكاديمية المكثفة، مع التركيز على العلوم النظرية والأبحاث في مجالات العلوم والتقنية والهندسة والرياضيات (STEM). بهدف تشجيع المزيد من العمل الجماعي وروح القيادة. علاوةً على ذلك يعمل المعهد على إتاحة العمل في المجالات المختلفة وتوفير الدعم والبيئة الملائمة من خلال تعريف الطلبة الموهوبين بالقدرات التحويلية للعلوم والتقنية والهندسة والرياضيات.

## وصلات خارجية
- الفريق لمعهد البحث السعودي.